# Dörrenberg (Engelskirchen)
Dörrenberg ist ein Ortsteil der Gemeinde Engelskirchen im Oberbergischen Kreis in Nordrhein-Westfalen in Deutschland. 

## Lage und Beschreibung
Der Ort liegt rund sieben Kilometer östlich von Engelskirchen am Hang des Tales nördlich der Agger oberhalb der Bundesstraße 55.

## Geschichte

### Erstnennung
1336 wurde der Ort das erste Mal urkundlich erwähnt und zwar „Einkünfte des Kölner St. Gereonstiftes“ 
Schreibweise der Erstnennung: Durrenberg